# Killzone: Shadow Fall
Killzone: Shadow Fall – gra first-person shooter z serii Killzone stworzona przez studio Guerrilla Games na konsolę PlayStation 4.

## Fabuła
Akcja gry rozgrywa się trzydzieści lat po wydarzeniach przedstawionych w Killzone 3. Helghaści i Vektanie są już oficjalnie w stanie zawieszenia broni, a członkowie obu frakcji zamieszkują wielką aglomerację miejską podzieloną na dwie strefy potężnym murem. Gracz wciela się w rolę Shadow Marshala, członka elitarnej jednostki starającej się utrzymać pokój pomiędzy obiema nacjami.

## Rozgrywka
Killzone: Shadow Fall to pierwszoosobowa strzelanina z otwartym światem i oparta na nieliniowej rozgrywce. Misje przygotowane są w taki sposób, aby gracz mógł wypełniać kolejne cele zadania w dowolnej kolejności i w dowolny sposób tzn. działając w ukryciu, lub prowadząc otwarte wymiany ognia.